# Irene de Kok
Irene Margreta Maria de Kok (* 29. August 1965 in Eindhoven) ist eine ehemalige niederländische Judoka. Sie war Welt- und Europameisterin und gewann 1992 eine olympische Bronzemedaille.

## Sportliche Karriere
Die 1,68 m große Irene de Kok startete bis 1984 im Mittelgewicht. 1983 und 1984 war sie in dieser Gewichtsklasse niederländische Meisterin. Bei den Europameisterschaften 1984 gewann sie eine Bronzemedaille. Acht Monate später erreichte sie bei den Weltmeisterschaften in Wien das Finale und erhielt nach ihrer Niederlage gegen die Französin Brigitte Deydier die Silbermedaille.
1985 wechselte Irene de Kok ins Halbschwergewicht. Von 1986 bis 1992 gewann sie fünf niederländische Meistertitel in dieser Gewichtsklasse, außerdem siegte sie dreimal in der offenen Klasse. Bei den Europameisterschaften 1986 gewann sie gleich zwei Titel. Im Finale des Halbschwergewichts besiegte sie die Deutsche Barbara Claßen, in der offenen Klasse gewann sie das Finale gegen Roswitha Hartl aus Österreich. Bei den Weltmeisterschaften in Maastricht im gleichen Jahr bezwang sie im Halbschwergewichtsfinale die Belgierin Ingrid Berghmans, in der offenen Klasse unterlag sie im Kampf um Bronze der Französin Laetitia Meignan und belegte den fünften Platz. 1987 gewann de Kok das Finale der Europameisterschaften im Halbschwergewicht gegen Berghmans, in der offenen Klasse erhielt sie nach ihrer Niederlage gegen die Deutsche Regina Sigmund eine Bronzemedaille. Bei den Weltmeisterschaften 1987 in Essen gewann sie erneut das Halbschwergewicht gegen Berghmans. In der offenen Klasse belegte sie den fünften Platz nach Niederlagen gegen die Chinesin Gao Fenglian und die Deutsche Karin Kutz. 1987 war Irene de Kok Sportlerin des Jahres in den Niederlanden.
1991 kehrte Irene de Kok nach längerer Pause auf die Judomatte zurück. Bei den Europameisterschaften 1992 unterlag sie frühzeitig gegen die Französin Meignan, kämpfte sich aber zur Bronzemedaille durch. Bei der olympischen Premiere des Frauenjudo 1992 in Barcelona besiegte Irene de Kok in ihrem ersten Kampf die Französin Meignan, danach die Rumänin Simona Richter und die Belgierin Ulla Werbrouck. Im Halbfinale unterlag de Kok der Japanerin Yōko Tanabe, den Kampf um Bronze gegen die Deutsche Regina Schüttenhelm gewann die Niederländerin nach drei Minuten durch Ippon. Der letzte größere Erfolg in der Karriere von Irene de Kok war ein dritter Platz beim Weltcup-Turnier 1993 in München.